# Asma Jahangir
Asma Jilani Jahangir (Lahore, 27 gennaio 1952 – Lahore, 11 febbraio 2018) è stata un'avvocata e attivista pakistana.

## Biografia
Dopo aver frequentato il Kinnaird College,  e la Punjab University, venne eletta quale Presidente della Corte Suprema del Pakistan il 27 ottobre 2010
Fra i tanti riconoscimenti assegnatele:
- Premio Martin Ennals (1995)
- Premio Ramon Magsaysay  (1995)
- Hilal-i-Imtiaz (2010)
- Four Freedoms Award (2010)

## Opere
Oltre alle sue tante pubblicazioni Asma Jahangir è anche autrice di due testi:
- Divine Sanction? The Hudood Ordinance, 1988
- Children of a Lesser God: Child Prisoners of Pakistan, 1992